# Codex Freerianus
O Codex Freerianus, ou Códice Freeriano, também abreviado I ou 016 (Gregory-Aland), é um manuscrito uncial que contém o livro de Epístolas paulinas com lacunas numerosas. É datado do século V. Escrito em 1 coluna por página, em 30 linhas por página.
Actualmente acha-se no Smithsonian Institution (Freer Gallery of Art, 06.275) en Washington.